# Real Casa y Patrimonio de la Corona de España
La Real Casa y Patrimonio de la Corona fue la institución que rigió la organización de la Corte Real española desde la época de los Austrias, en concreto desde el reinado de Felipe I que trajo la llamada etiqueta borgoñona de la corte de su padre Maximiliano I, hasta al reinado de Alfonso XIII, bisabuelo del actual rey de España, en todo aquello que afectaba al propio esqueleto de la Corte así como al ceremonial, etiqueta o protocolo. Quedó suprimida como tal institución tras la proclamación de la Segunda República española el 14 de abril de 1931. Es el antecedente histórico de la moderna Casa de Su Majestad el Rey y del Patrimonio Nacional.

## Los altos cargos palatinos
Los cargos más antiguos e importantes de la corte databan de antes del siglo XV, a excepción del sumiller. A partir de 1840, con la nueva ordenanza y la creación de la Secretaría de Etiqueta hubo la progresiva tendencia en acumular los cargos de mayordomo mayor, sumiller de corps y caballerizo mayor en una única persona, sobre todo con el marqués de Alcañices con Alfonso XII, o con el duque de Miranda reinando Alfonso XIII. Despachaban directamente con el soberano lo respectivo a la etiqueta de cada uno de sus ramos (departamentos). En 1923, el sueldo de cada uno de ellos era de 15.000 pesetas anuales.

### El mayordomo mayor

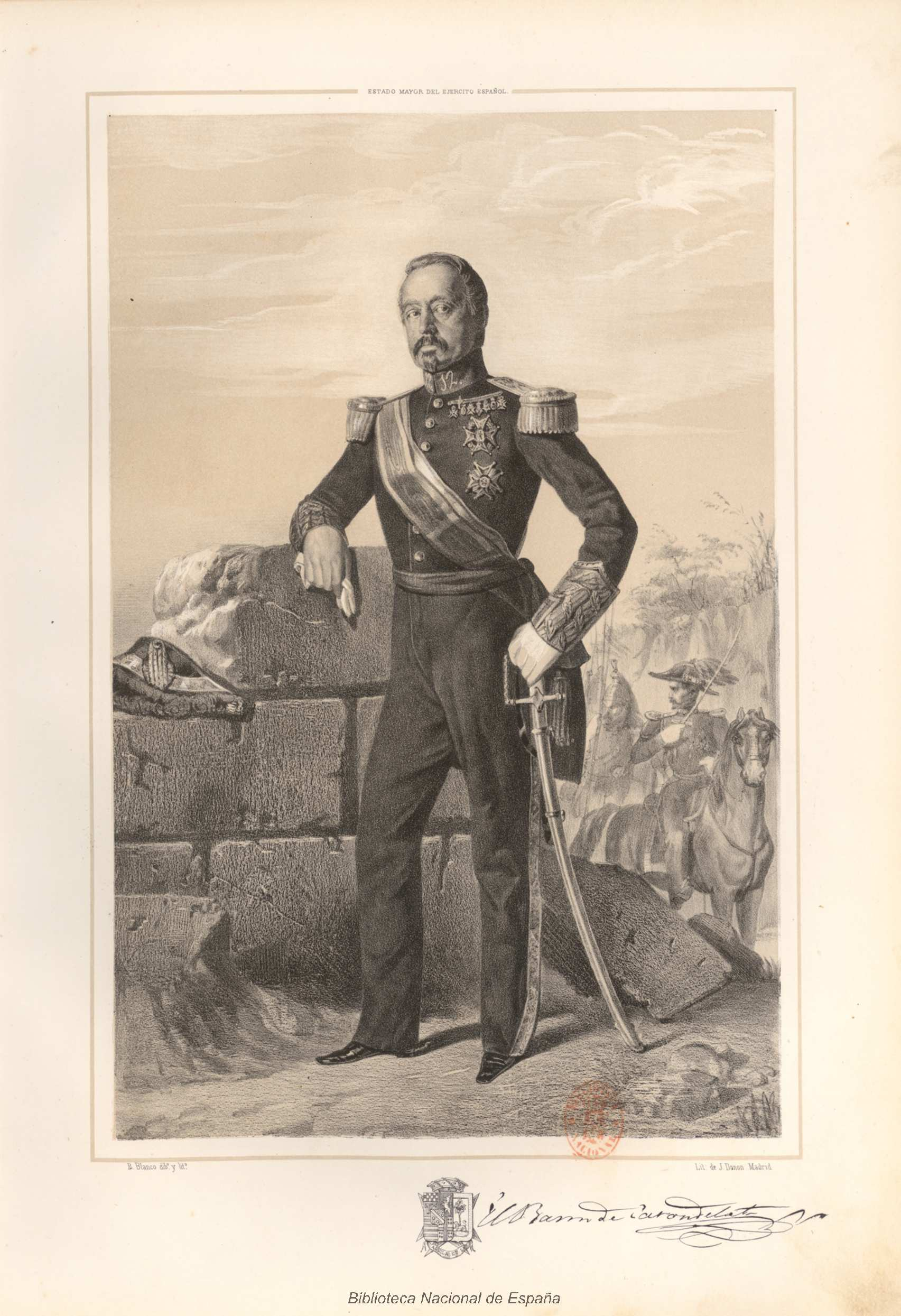
El duque de Bailén, mayordomo mayor de la reina Isabel II de 1856 a 1866.

El mayordomo mayor del rey de España era definido como "el jefe principal de Palacio, a cuyo cargo está el cuidado y gobierno de la casa del rey". Debía ser un grande de España y, desde 1840, de él dependía únicamente lo relativo a la etiqueta y organización de los actos en que interviniera el monarca dentro de Palacio, mientras que compartía la inspección de los edificios reales y la jefatura del personal al servicio del rey (médicos, farmacéuticos, criados, oficios) con el intendente general de Palacio (ver más abajo). Solía desempeñar también el cargo de guarda sellos.
También disfrutaban de un mayordomo mayor la reina, la reina madre y el príncipe de Asturias. 

### El sumiller de corps
El sumiller de corps se precisaba que era "la persona muy distinguida en palacio, a cuyo cargo está la asistencia al rey en su retrete, para vestirle y desnudarle, y todo lo perteneciente a la cama real" o bien "la asistencia del rey en su cuarto". En origen, fue un cargo borgoñón (el sommelier de corps) que vino a sustituir al cargo castellano de camarero mayor del rey, con las mismas funciones, es decir, la gestión de la cámara (aposentos) y la asistencia del monarca en su vida Íntima y diaria (vestirse, acostarse, etc). En Francia equivalía al grand chambellan. Con el tiempo perdió importancia, adquiriendo un rol meramente honorífico, por ello, con frecuencia el cargo de sumiller de corps recayó en la misma persona que el de mayordomo mayor.
Le correspondía la jefatura de la llamada “regia servidumbre” conformada por los nobles y personas de alta posición que acompañaban al rey mientras éste se hallara en Palacio, a excepción de la clase de gentilhombre grande de España con ejercicio y servidumbre que, de igual categoría que el mayordomo mayor, dependía de este.[cita requerida]

### El caballerizo mayor

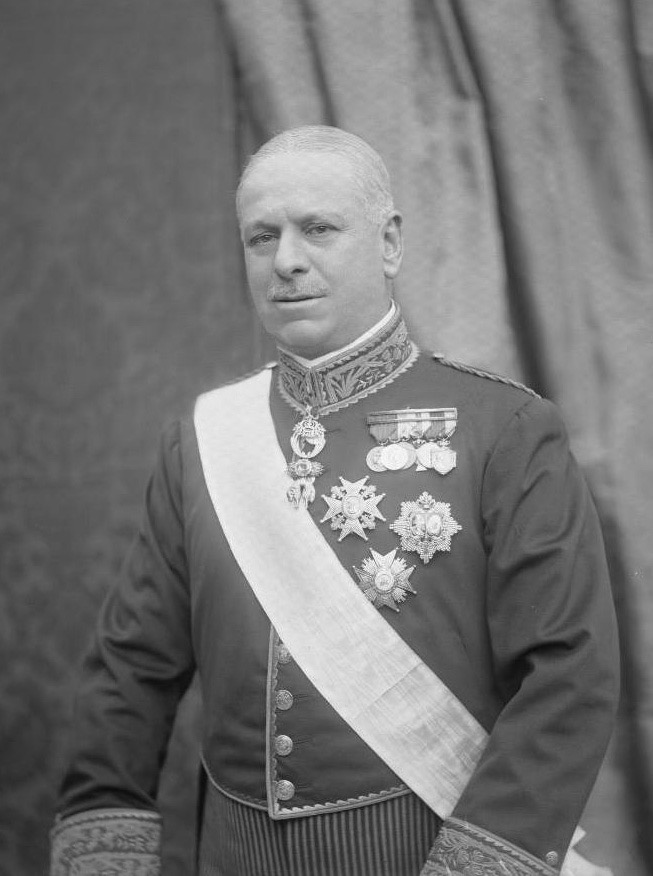
El marqués de Viana, caballerizo mayor del rey Alfonso XIII entre 1906 y 1927.

El caballerizo mayor tenía como función "el cuidado y gobierno de la caballeriza de S.M., de la ballestería, armería y casa de los caballeros pajes". Desde 1840, perdió sus funciones administrativas, que pasaron al intendente general de Palacio y al director de las Reales Caballerizas. Su función, meramente ceremonial, consistía en acompañar al rey fuera de palacio. Acumulaba en su persona otros dos cargos, el de montero mayor, organizando, al menos formalmente, las cacerías o monterías reales; y el de ballestero mayor, antiguo cargo de la Casa de Castilla que ejercía de jefe de los ballesteros del rey, porteros de las residencias reales.
Paralelamente, existían caballerizos de la reina consorte y de la reina madre o viuda, en el caso de haberlas. También estuvieron al servicio del rey consorte Francisco de Asís, hasta 1855, un mayordomo mayor y un caballerizo mayor.

### El pro-capellán mayor
También conocido como capellán mayor del rey, tenía "jurisdicción espiritual y eclesiástica en palacio y en las casa y sitios real, como también en los criados de su majestad. [...] la ejerce hoy el patriarca de las Indias, y usa de aquel título el arzobispo de Santiago".

### La camarera mayor

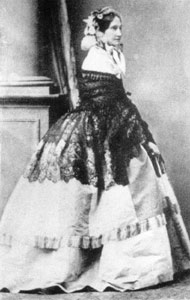
La condesa viuda de Montijo, camarera mayor de la reina Isabel II de 1847 a 1848, además de madre de la emperatriz Eugenia de Montijo.

La camarera mayor era la única mujer entre los altos funcionarios de la corte, se la definía como "la señora de más autoridad entre las que sirven a la reina. Ha de ser grande de España, y entre otras muchas preeminencias tiene la de mandar a todas las que sirven en palacio". Era la jefa de la cámara de la reina, responsable de su servicio más intimo e inmediato y, a través de ella se gestionaban las audiencias de la reina. Desde 1840, al ser el soberano de España una mujer, Isabel II, fue suplantando las funciones que antes realizaba el sumiller de corps.

### El intendente general de Palacio
El cargo de intendente general de Palacio (o intendente general de la Real Casa y Patrimonio) fue creado en el siglo XIX. Hizo su aparición en la Ordenanza de 1840, que buscaba separar las cuestiones de etiqueta y ceremonial, dependientes de los altos cargos ya citados, de las administrativas y financieras, que así serían más eficientes, y que pasaban a manos del intendente. Por ello, éste gestionaba un extensísimo departamento, la Intendencia General de la Real Casa y Patrimonio, y se erigía como el segundo poder palatino, en clara competencia con el antaño todopoderoso mayordomo mayor. Tuvo en el periodo isabelino un desarrollo irregular, aboliéndose en varias ocasiones, como entre 1848-1852, cuando se creó la figura de jefe superior de Palacio o nuevamente en 1867. Recuperado en 1875, se mantuvo hasta 1931.

### El jefe superior de Palacio
Este nuevo título también apareció en el siglo XIX para distinguir a la persona que, de entre todas las anteriores, efectivamente dirigía la Real Casa y Patrimonio.
En 1847 se creó el cargo de "jefe superior de la Real Casa y Patrimonio con el título de gobernador de Palacio", otorgándose al marqués de Miraflores, al tiempo que, en un intento recentralizador, se suprimía el de intendente general (recuperado en 1852). La nueva ordenanza de 1848 confirmó este cargo como "jefe superior de todos los ramos de la Administración de la Real Casa y Patrimonio", estuvo desde entonces asociado al de mayordomo mayor, buscando frenar su progresiva pérdida de importancia frente al otro gran poder de palacio, el intendente general.

## Los "ramos" de etiqueta
Según la Ordenanza de 1840, las funciones de ceremonia y etiqueta quedaban bajo la supervisión de cinco "ramos" o departamentos.

### La Real Casa o Mayordomía Mayor
Antaño, este "ramo" supervisaba todos los asuntos de la casa (palacio) del monarca, desde cuestiones prácticas y administrativas a lo relativo al ceremonial que no estuviera a cargo de la Real Cámara. A lo largo del siglo XIX, y sobre todo con la Ordenanza de 1840, perdió parte de sus funciones en favor de la Intendencia General, encargándose entonces únicamente de la supervisión de todos los asuntos de etiqueta del palacio. Lo regía el mayordomo mayor y contaba además con:
- Mayordomos de semana: servían bajo el mayordomo mayor y lo suplían en sus funciones cuando este no estaba, como su nombre indica, servían por semanas alternas.[18] Se situaban y controlaban la Antecámara, del mismo modo que los gentilhombres (excepto los del casa y boca) lo hacían en la Cámara. Durante su semana de servicio asistían al rey en las audiencias y actos oficiales dentro y fuera del Palacio Real de Madrid, pero no acompañaban a los monarcas a los Reales Sitios a menos que tuviera en ellos algún acto de corte extraordinario.[19]
- Gentilhombres de casa y boca: en origen eran los gentilhombres que servían la mesa del rey, en dos clases distintas, los de boca (de mayor rango) y los de casa (de menor rango). En 1840 fueron refundidos en una sola clase y su rol era meramente ceremonial, limitándose a acompañar la comitiva real cuando el monarca salía de la capilla pública u otra festividad religiosa o cuando "va a alguna función a caballo". Prestaban servicio solo en el Palacio Real de Madrid, y se trataba de un nombramiento prestigioso con frecuencia conferido a empleados de rango medio de la Real Casa, como el conservador de la Real Armería o al director de la Real Fábrica de Tapices.[20][21]
- Monteros de cámara y guarda: los célebres Monteros de Espinosa que, por la noche, hacían guardia en la pieza contigua a la estancia donde dormían el rey y la reina.[22] En 1923 había 12, y era un cargo de prestigio otorgado a jóvenes hidalgos de buenas familias que debían hacer vela en la Cámara de 8 de la noche a 8 de la mañana.[21]
- Ujieres: ejercían como porteros en el interior del palacio, y se dividían en distintas clases.[23]
  - ujieres de saleta: guardaba la puerta que comunicaba la Saleta (la pieza más exterior del Cuarto del Rey) con la Antecámara.
  - ujieres de cámara: posicionados en la Antecámara (la pieza intermedia), guardaba en acceso a la Cámara (la pieza más interior, al menos formalmente).[Nota 1]
  - ujieres de vianda: en origen acompañaban y vigilaban el cubierto y la copa del rey desde la panetería y la cava y, luego, la vianda desde la cocina.
- Secretaría de la Mayordomía Mayor y Etiqueta: dirigida por un secretario, persona de gran confianza del mayordomo mayor, gestionaba todas las cuestiones burocráticas relacionadas con al etiqueta de palacio.

### La Real Cámara o Sumillería de corps

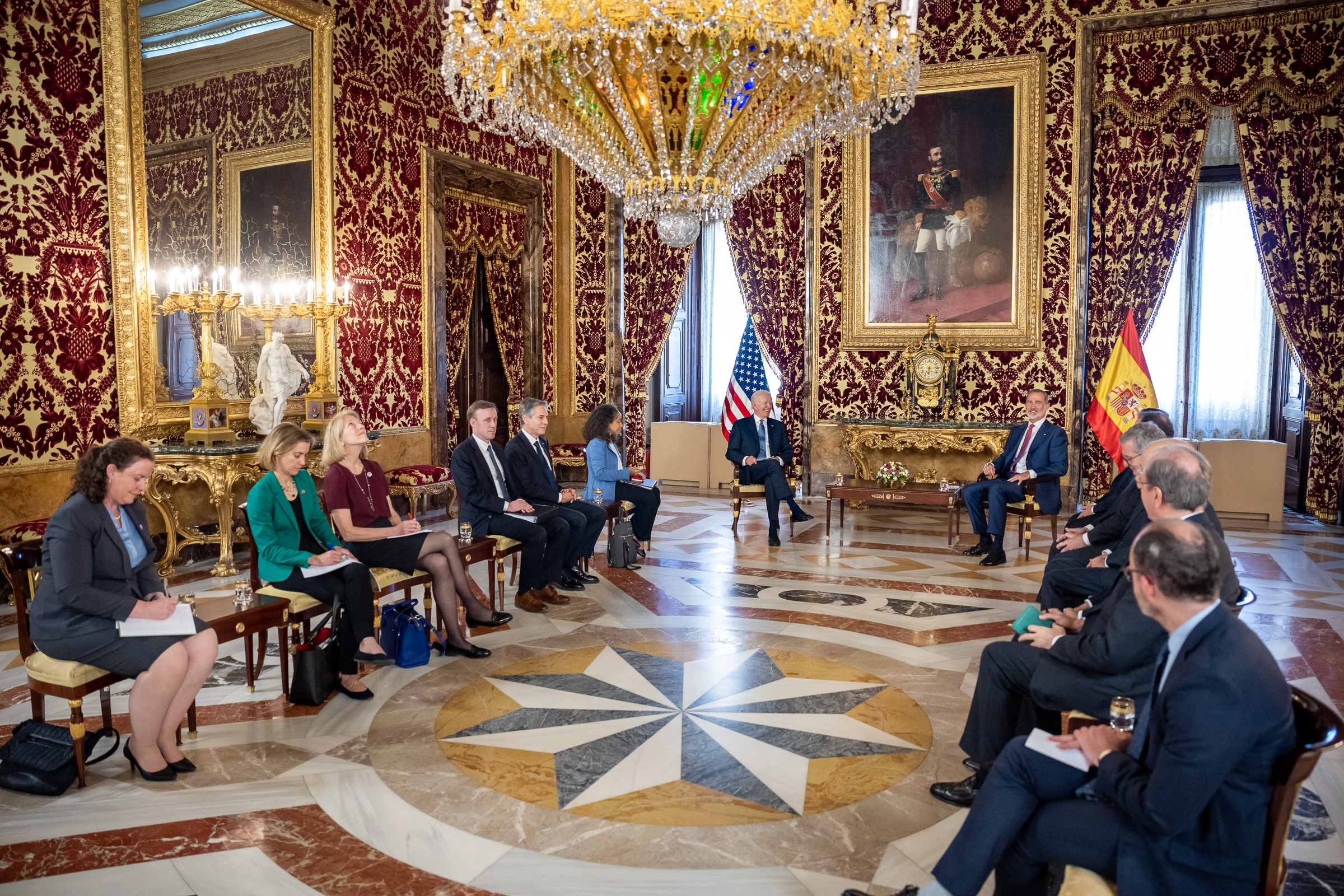
La Cámara del Rey en el Palacio Real de Madrid, actualmente llamada Cámara Oficial y que aún se usa para audiencias solemnes del monarca, como durante la visita del presidente Joe Biden en julio de 2022.

Antiguamente, este departamento se había encargado del servicio más inmediato e íntimo del monarca en su cámara (aposentos) y lo regía el sumiller de corps. Con el tiempo gran parte de sus puestos tuvieron esencialmente solo un rol ceremonial. Bajo su dependencia se encontraban:
- Gentilhombres grandes de España con ejercicio y servidumbre: era el rango más alto en la Real Casa solo por debajo de los altos funcionarios, debían ser grandes de España o sus primogénitos, y eran considerados "parientes" del rey. Hacían guardias diarias en la Cámara[Nota 1] durante las horas de audiencia, acompañaban a los monarcas dentro y fuera del palacio y comían con ellos. Su equivalente femenino eran las damas de S.M. la reina.[25]
- Gentilhombres de cámara con ejercicio y con entrada: eran los gentilhombres que en origen vestían al monarca, además de acompañarlo cuando salía en coche (carruaje), también servían su mesa de forma ordinaria. Habría que distinguir entre dos categorías que, en 1923, ya eran puramente honoríficas y no desempeñaban ningún servicio:[20][7]
  - gentilhombres de cámara con ejercicio: que servían al monarca.
  - gentilhombres con entrada: que solo tenían el honor de acceder a la Cámara.

- Ayudas de cámara del rey ("cuando los haya"): criados que servían al monarca y lo ayudaban a vestirse.[26]
- Médico-cirujanos y sangradores de cámara: su función era atender en exclusiva al monarca y a su familia. En 1923, renombrados médicos de cámara, desempeñaban esta función cuatro doctores de reconocido prestigio, su cargo era vitalicio, el primer médico de cámara era, además, gentilhombre de cámara.[27]
- Boticarios de cámara: regían la Real Botica o Real Oficina de Farmacia, a su cabeza estaba el boticario mayor que, en 1923, aparecía ya designado como primer farmacéutico de Cámara, desempeñando este cargo el doctor Martín Bayod, de la Real Academia de Medicina.[27]
- Secretaría de la Real Estampilla: también llamada Secretaría de Cámara y estampilla, era la oficina, dirigida por un secretario, destinada a autorizar todos los documentos ministeriales que el monarca no firmaba de su mano, como solicitudes enviadas a los ministerios o los expedientes de cobertura de grandes. Era en nexo entre la Real Casa y la Administración pública.[28]
- Pintor de cámara
- Grabador de cámara
- Escultor de cámara
- Relojero de cámara

Dado que en la segunda mitad del siglo XIX los cargos de mayordomo mayor y sumiller de corps fueron ejercidos por la misma persona, los "ramos" de Real Casa y Real Cámara prácticamente se fusionaron.

### La Real Caballeriza
El servicio de etiqueta de la Real Caballeriza (o Reales Caballerizas) lo dirigía el Caballerizo mayor, Ballestero y Montero mayor, a su cargo estaban:
- Primer caballerizo del rey: era el inmediato subalterno del Caballerizo mayor, y en su ausencia dirigía la Real Caballeriza.[29] No se menciona explícitamente en la Ordenanza de 1840.
- Caballerizos de campo: salían a caballo a la izquierda del coche (carruaje) del monarca.[29]
- Ballesteros ("si los hubiere"): cuidaban de las ballestas y luego de los arcabuces y escopetas de las personas reales, antiguamente también ejercían de porteros en los palacios.[30]
- Reyes de armas: antiguamente era un título que el rey otorgaba a caballeros famosos por sus gestas militares, luego pasaron a designar a los caballeros que portaban los blasones del monarca en actos públicos y solemnes y anunciaban mandatos y órdenes del rey.[31]
- Picadores: encargados de adiestrar a los caballos.[32]
- Correos: tenían el oficio de llevar y traer cartas y mensajes.[33]
- Tronquistas y delanteros de persona o de cámara: eran los cocheros que gobernaban los caballos o mulas "de tronco" (que tiraban de un carruaje).[34]
- Lacayos: eran los criados de librea que seguía a las personas reales a pie, a caballo o en la parte trasera del carruaje.[35]
- Postillones: eran los criados que iban delante guiando de los caballos de una casa de postas a otra, y luego los traían de vuelta.[36]
- Palafreneros: eran los criados que guiaban el caballo "del freno" (bocado).[37]
- Sobrestantes de coches: encargados de cuidar los coches (carruajes) de las personas reales.[38]
- Clarineros: los que tocaban el clarín.[39]

### La Real Capilla
Bajo la égida del pro-capellán y limosnero se encontraban todos los empleados de la Real Capilla y oratorios de la Corte y sitios reales, en las iglesias de la jurisdicción patriarcal y en la secretaría y tribunal de la misma. No obstante, los eclesiásticos y demás empleados de las reales capillas, iglesias y oratorios en los distintos sitios y casas reales, así como lo tocante "al gobierno de las cosas temporales y administración económica" dependían de la Intendencia General de la Real Casa y Patrimonio.

### La Real Camarería

La duquesa de Medinaceli, dama de la reina Victoria Eugenia.

Este departamento atendía a la reina Isabel II en sus aposentos privados, supliendo la figura que había desempeñado el sumiller de corps cuando el soberano era un hombre. Con Alfonso XII y Alfonso XIII volvió a ocuparse únicamente de la reina consorte. Lo regía la camarera mayor de palacio y lo conformaban:
- Damas de la reina: eran las señoras nobles, generalmente grandes de España, que acompañaban y servían a la reina, pero con el tiempo su función se redujo a grandes solemnidades y ceremonias únicamente.[42][43]
- Damas particulares: eran señoritas de distinguidas familias aristocráticas que atendían a la reina en su servicio más inmediato.[43] Esta nueva clase fue creada para complementar a la anterior por la reina María Cristina de Austria.
- Azafatas: eran las criadas que servían y recogían los vestidos y las alhajas de la reina cuando ésta se vestía.[44]
- Camaristas: eran las criadas que asistían a la reina o princesas en su cámara (aposentos).[45]
- Criadas
- Empleados de la Secretaría de la Camarería mayor.

En esta área también existió, mientras vivió la reina viuda, una Camarera mayor de la Reina madre con igual categoría y tratamiento que la Camarera mayor de palacio.

## La Intendencia General de la Real Casa y Patrimonio
La Intendencia tenía una amplia variedad de funciones y responsabilidades administrativas y económicas, que, además, no solo atañían al día a día en la Corte sino también a la gestión del extenso Patrimonio de la Corona. A su cabeza estaba el intendente general de Palacio, y cada departamento contaba con distintos oficiales y escribientes.

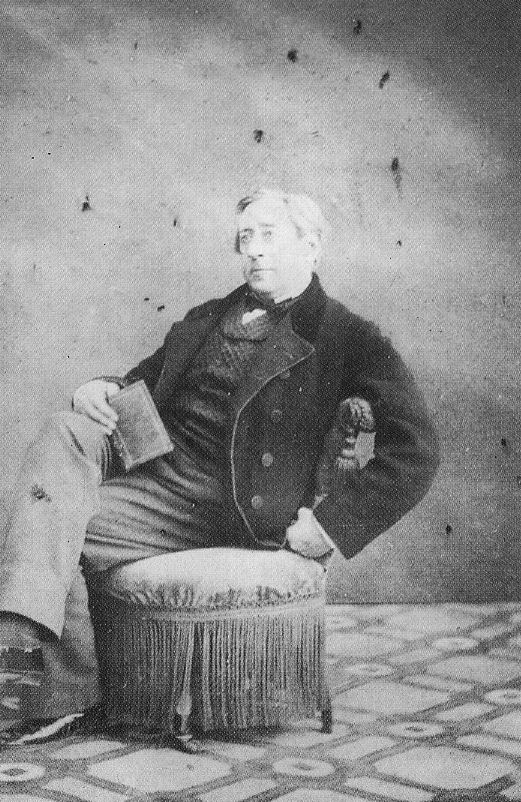
Narciso Pascual y Colomer, arquitecto de Palacio en época de Isabel II, responsable de la urbanización de la Plaza de Oriente.

### Las oficinas centrales
- Secretario de la Intendencia General: estaba a la cabeza de todo el trabajo administrativo, como la gestión de los expedientes, su correcta clasificación o la transmisión de las órdenes dadas por el intendente.[47]
- Contador general: estaba a cargo de las cuentas, dotación, rentas y gastos de la Real Casa, Cámara, Capilla, Caballerizas, Patrimonio y demás bienes o intereses que pertenecieran al monarca.[48]
- Tesorero general: se encargaba de ingresar todos los fondos que correspondían a la Real Casa, esencialmente la dotación anual entregada por las Cortes y el producto líquido de las fincas y rentas del Patrimonio de la Corona.[49]
- Consultor general: era un jurisconsulto que acreditaba la correcta administración de la Real Casa según la legislación vigente.[50]
- Abogado de la Real Casa y Patrimonio: dirigía la defensa de la Real Casa y Patrimonio en pleitos que pudiera haber antes los tribunales.[51]
- Archivero general: su cometido era reunir, clasificar y conservar todos los documentos que concernientes a la familia real, a la administración de la Real Casa y Patrimonio o a sus rentas en el Archivo General de Palacio.[52]
- Alcaide principal del Real Palacio: a veces abreviado como alcaide de Palacio, era el sucesor del aposentador mayor de Palacio y, por lo tanto el jefe local de ese edificio, encargado de su custodia y conservación interior, de la distribución de las habitaciones de la servidumbre regia y del cuidado de las llaves internas del mismo (las externas dependían del Capitán de la Guardia). Asimismo era el responsable del Guardamuebles y del Oficio de Tapicería y de todos los criados que no dependieran de los "ramos" de etiqueta.[53] El cargo fue suprimido en 1852 y sus funciones pasaron al inspector general de los Reales Palacios.
  - Médicos-cirujanos y Cirujanos-sangradores de familia: atendían a los empleados de la Real Casa y a sus familias. No confundir con médicos de la familia real, que eran los Médicos de Cámara.[54]
  - Arquitecto de Palacio: dirigía las obras en el Palacio Real de Madrid, y demás sitios reales y posesiones patrimoniales y estaba a cargo de los aparejadores y trabajadores. Desde 1840 hasta 1931, importantes arquitectos ocuparon este puesto: Custodio Teodoro Moreno (1837-1843), Narciso Pascual y Colomer (1844-1854), Domingo Gómez de la Fuente (1854-1857), José Segundo de Lema (1857-1870 y 1874-1891), Santiago de Angulo (1870-1874), Enrique Repullés Segarra (1891-1906), Andrés Ripollés (1906-1922) y Juan Moya Idígoras (1922-1931).
- Junta consultiva de la Real Casa y Patrimonio: estaba compuesta por el intendente (su presidente), el Contador, el Tesorero, el Alcaide y el Consultor.[55]

### Las dependencias anexas
- Botica Real de Madrid: administrada por los Boticarios de Cámara era la botica central desde donde se suministraban medicamentos a la familia real y empleados de la Real Casa.[56] La Real Botica o Real Oficina de Farmacia en Madrid tuvo distintas localizaciones: las Casas del Tesoro hasta 1812, una casa en la calle de Leganitos de 1812 a 1835, la casa de La Tahona en la calle de la Biblioteca de 1835 a 1874 y, desde entonces, en el ala este de la plaza de Armas del Palacio Real de Madrid.[57]
- Director de caballerizas y armería: estaba bajo su responsabilidad la adquisición, custodia y conservación de armas, caballos, carruajes, guarniciones, libres, animales de tiro, etc. destinados al soberano, su familia o su Real Casa. Ejercía, además la administración económica del "ramo" de la Real Caballeriza.[58]
- Director del Real Museo de pinturas y esculturas: gestionaba el actual Museo del Prado fundado en 1819, incluida la conservación, restauración y colocación de los objetos artísticos. En 1869, el museo dejó de depender de la Real Casa y Patrimonio, pasando a estar vinculado al Ministerio de Fomento.[59]
- Director general de jardines y bosques: a su cargo estaban tanto los jardines y bosques de Madrid como de los Sitios Reales, determinaba el método a seguirse para el cultivo y embellecimiento de los jardines y la conservación de montes y bosques.[60] Bajo su dependencia estaban los:
  - jardineros mayores a cargo de los jardines de un Real Sitio.[61]
  - jardineros, capataces, jornaleros y peones.[62]
  - sobreguardas y guardas de los montes, bosques, pinares, alamedas y dehesas.[63]

### El Real Patrimonio

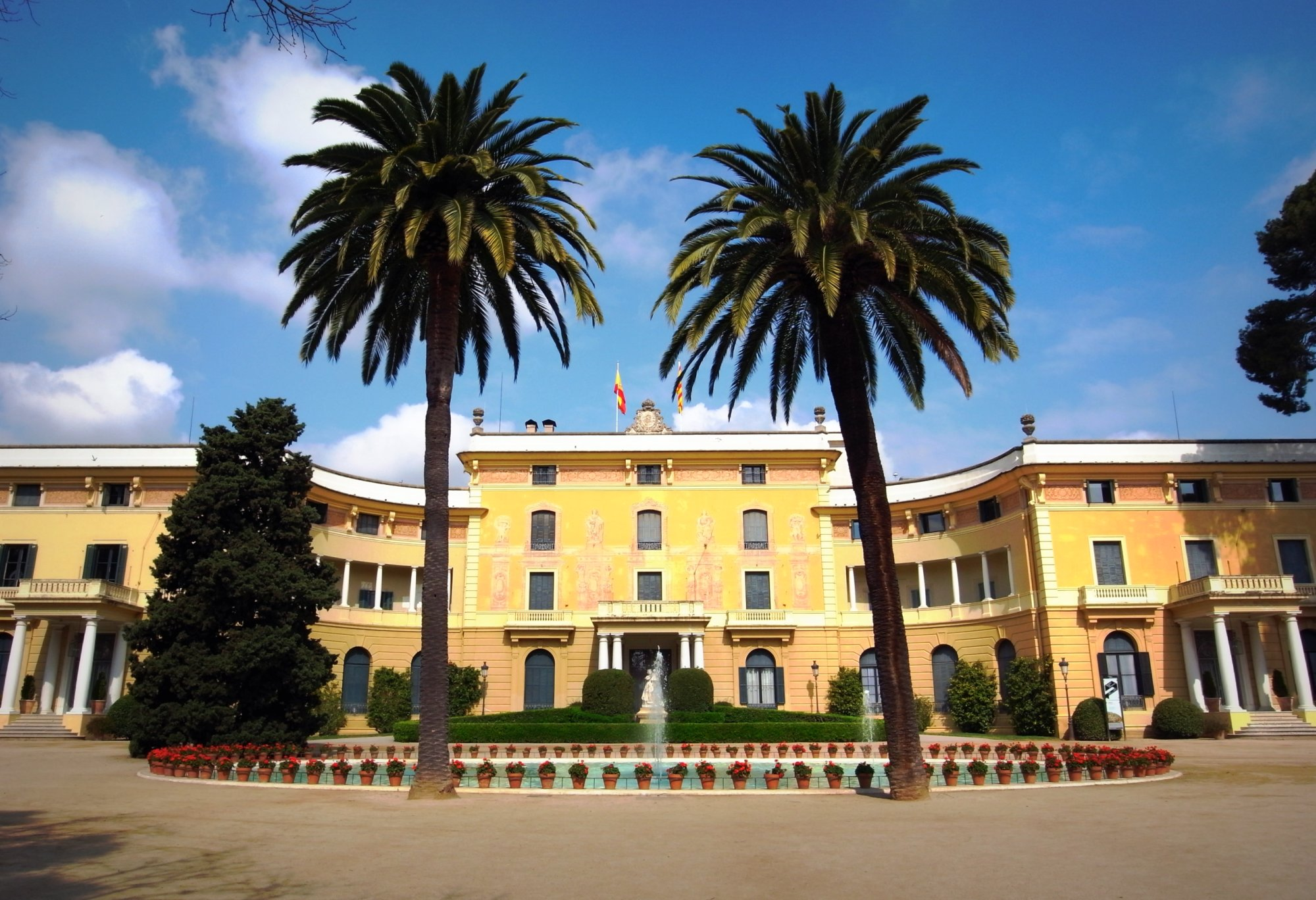
El Palacio Real de Pedralbes, en Barcelona, el último edificio en incorporarse al Patrimonio de la Corona.

El Patrimonio de la Corona de España, después de muchos debates sobre el estatus jurídico de los bienes muebles e inmuebles, se encontraba regulado por dos leyes: la primera del 12 de mayo de 1865 y otra del 26 de junio de 1875. Es la institución que constituye el antecedente histórico del Patrimonio Nacional.
Después de 1875, el Patrimonio de la Corona estaba conformado, en Madrid, por el Palacio Real, lugar de residencia del monarca donde se ejercían las funciones oficiales, y sus dependencias anexas, las Reales Caballerizas, el Campo del Moro y la Casa de Campo, utilizada como cazadero, campo de Polo, campo de tiro de pichón amén de surtir al palacio con sus huertas y campos de cultivo. 
Alrededor de Madrid se situaban los cuatro grandes Reales Sitios, cada uno con su palacio, casitas, jardines, parques y dependencias accesorias. Éstos eran: El Pardo, Aranjuez, El Escorial y, La Granja de San Ildefonso y Riofrío. De todos ellos el único con un uso regular fue San Ildefonso, residencia de verano de la familia real hasta el incendio de 1918. En otros lugares del territorio español se situaban el Real Alcázar de Sevilla, el Palacio Real de la Almudaina en Palma de Mallorca y el Palacio Real de Pedralbes de Barcelona, incorporado en 1926. 
El rey Alfonso XIII contaba además, como patrimonio personal, con el Palacio de La Magdalena donde veraneó la familia real desde 1913 hasta 1931 y la reina María Cristina de Austria, con el Palacio de Miramar, inaugurado en 1893. 
Los Reales Patronatos incorporados en la ley de 1875 eran: el Real Monasterio de la Encarnación, el Hospital del Buen Suceso de Madrid donde tenía su residencia el Procapellán, la Iglesia de San Jerónimo, el Monasterio de las Descalzas Reales, la Real Basílica de Atocha, el Real Monasterio de Santa Isabel, la Iglesia y colegio de Nuestra Señora de Loreto, la Iglesia y Hospital de Nuestra Señora de Montserrat, el Monasterio de San Lorenzo de El Escorial, el Real Monasterio de las Huelgas y el Hospital del Rey en Burgos, y el Real Monasterio de Santa Clara de Tordesillas. 
Según la Ordenanza de 1840, la administración del Real Patrimonio incluya los siguientes puestos y cargos: 
- Visitador general del Real Patrimonio: su cometido era visitar regularmente las administraciones del Real Patrimonio para ver si se cumplían las ordenanzas, reglamentos y reales órdenes.[66]
- Administradores del Real Patrimonio: bajo su responsabilidad estaba la conservación y fomento de todos los bienes, rentas o derechos de los respectivos reales sitios o posesiones; también eran los jefes inmediatos de los empleados, trabajadores y jornaleros de las mismas.[67] Además estaban encargados de la custodia y conservación de los palacios, casas y jardines; en lo que respecta a los palacios y sus muebles y efectos, la custodia inmediata correspondía a los:
  - Conserjes de los reales palacios y demás posesiones.[68]
- Interventores del Real Patrimonio: encargados de llevar la contabilidad de las administraciones patrimoniales, suplían a los Administradores en caso de baja o enfermedad.[69]
- Médicos, Cirujanos, Sangradores y boticas de las administraciones patrimoniales: su función era atender a los empleados y familias que trabajaban en los reales sitios o posesiones "sin exigirles por ello remuneración alguna"; también asistirían a los empleados que residieran temporalmente en los reales sitios durante las jornadas (estancias) de la corte.[70]
- Bailes del Real Patrimonio: el patrimonio real en la antigua Corona de Aragón mantenía su organización tradicional, siendo el baile local (o bayle o batle) el responsable del patrimonio a nivel provincial, el baile general lo hacía a nivel regional.[71] Así, existían el Baile General del Real Patrimonio de Baleares, el Baile General de Aragón, el Baile General del Reino de Valencia y el Baile General de Cataluña.

## La Inspección General de los Reales Palacios
Dado que muchos de los cargos de la Real Casa y de la Real Cámara se habían convertido en puestos puramente ceremoniales sin ninguna función práctica en gestión del palacio, la Ordenanza de 1840 había substituido el cargo de aposentador mayor de Palacio y creado el de alcaide de Palacio, dependiente del intendente general y responsable de la gestión diaria del palacio, de los aposentos reales y del servicio a los monarcas. Este último fue a su vez eliminando en 1852 y se crearon dos nuevos cargos: el inspector general de las Reales habitaciones y de Etiqueta y Ceremonial de Palacio, dependiente del mayordomo mayor y el inspector general de oficios, dependiente del intendente general.
Más tarde serían refundidos en el inspector general de los Reales Palacios, que dependía doblemente de mayordomo mayor y del intendente general. Podía considerarse como el verdadero mayordomo mayor "entre bastidores" y generalmente ocupaba el cargo un servidor que ya era mayordomo de semana o Gentilhombre. Uno de los últimos en ocupar dicho cargo fue Manuel Remón Zarco del Valle. En 1922, el cargo fue renombrado inspector de oficios y aposentador de la Real Casa, reduciéndose, además, el sueldo y la categoría.

### La plantilla
- 4 oficiales, 1 escribiente, 3 porteros, 1 ordenanza.
- Director de la Real Fábrica de Tapices.

### El Cuarto del Rey
- 1 jefe de Cuarto: actuaba como ayuda de cámara del monarca.
  - 1 encargado del guardarropa del rey.
  - 1 peluquero del Cuarto del rey.
  - 2 mozos de limpieza y recados del Cuarto del rey.

### Los Reales Cuartos
- 1 encargado del Guardarropa de la reina María Cristina de Austria.
- 1 primer jefe de oficios de los Reales Cuartos y Ramillete: encargado del cuidado y limpieza de los cuartos reales y del "Ramillete" (la mesa de la familia real).
  - 5 jefes de oficios de los Reales Cuartos.
  - 13 mozos de oficios de los Reales Cuartos.
  - 8 mozos de oficios de los Reales Cuartos y Ramillete.

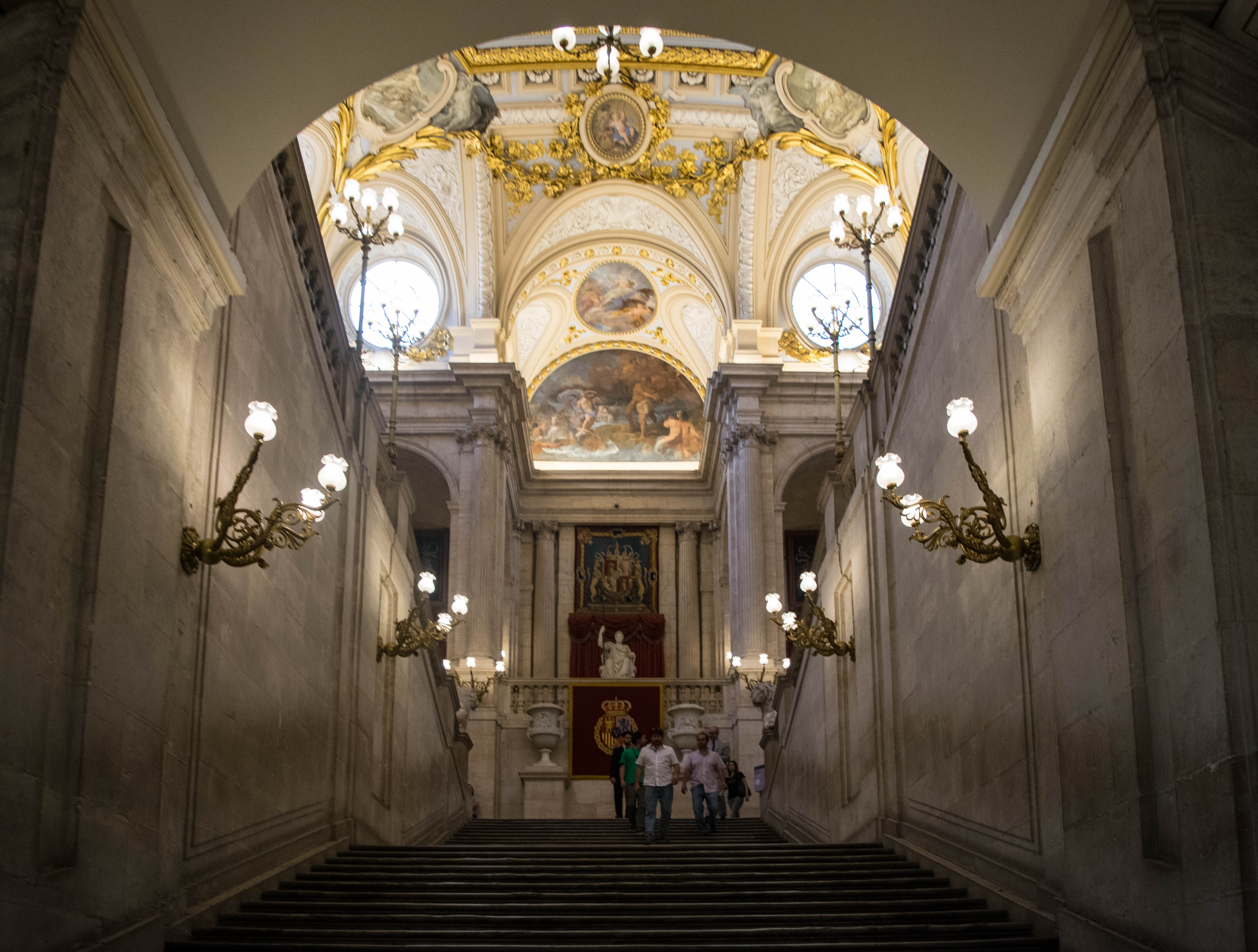
El acceso a la Escalera principal del Palacio Real de Madrid estaba custodiado por los porteros de banda.

  - 7 mozos suplentes.
- 1 relojero de cámara.
- 1 relojero de la Real Casa.

### El Real Palacio
- 1 conserje del Real Palacio.
  - 1 ayuda de conserje.
  - 11 celadores: vigilaban las puertas de la Plaza de Armas y de la Plaza de Oriente.
  - 3 porteros de banda: situados al pie de la Escalera principal.
  - 2 porteros de reja.
  - 2 porteros de la escalera de Tesorería.
  - 4 porteros de la Escalera de Damas.
  - 9 porteros de escaleras.
  - 2 porteros de oficios: situados a la entrada de los "oficios" en el sótano del Palacio Real.
- 1 encargado de las habitaciones de los regios huéspedes.
- 1 encargado del cuarto bajo.
  - 1 Mozo de limpieza del Cuarto Bajo.

### La Real Cocina y Cava
- 1 cocinero mayor
- 1 encargado de las Reales Mesas: gestionaba y custodiaba todos los utensilios vinculados a la mesa real, como cubiertos, platería, cristalería, porcelana, etc.
  - 1 ayudante de platería.
- 1 encargado del guardarropa de cama y mesa.
- 2 encargados del guardarropa de criados.
  - 1 ayudante del guardarropa de criados.
- 1 encargado de la sección de utensilios (leñeras y carboneras).

### El Real Oficio de Guardamuebles y la Real Tapicería
- 1 encargado del Real Oficio de Guardamuebles: gestionaba y custodiaba los elementos decorativos y muebles de los palacio reales, desde las arañas hasta camas y todo tipo de muebles.
  - 1 ayudante del Real Oficio de Guardamuebles.
- 1 encargado de la Real Tapicería: gestionaba y custodiaba los elementos decorativos textiles de los palacios reales, como colgaduras, tapizados de muebles, cortinas, alfombras, etc. No confundir con la Real Fábrica de Tapices.
  - 1 ayudante de la Real Tapicería.
  - 4 mozos colgadores de la Real Tapicería.

## Otras unidades independientes
Independiente de la Mayordomía y de la Camarería se hallaba el comandante general de Alabarderos que asumía la jefatura de la Casa Militar del Rey y de quien dependían el oficial mayor, encargado de las llaves de palacio, los ayudantes de Campo del Rey y los ayudantes a las órdenes del rey , procedentes de las diversas armas y cuerpos de tierra, mar y aire.
El tercer cargo fuera de la Mayordomía y la Camarería era el procapellán y limosnero mayor del rey que era el jefe de la Real Capilla, siendo el prelado doméstico de palacio, y del cual dependían el secretario eclesiástico, los sumilleres de cortina, los capellanes de honor, tanto del banco de Castilla como del banco de Órdenes y el teniente limosnero. Durante el reinado de Alfonso XIII este puesto fue desempeñado por el obispo de Sion, patriarca de las Indias.
Las Reales Caballerizas estaban conformadas por Capilla, guadarnés general, guadarnés de diario, enfermería de ganado, cuadras, herrería, pajares, picadero, cocherones de gala (con 13 carrozas de gala) y diario (con 122 coches), talleres de reparación de automóviles (con 13 automóviles, 2 omnibuses y 5 camiones), guarniciones y vestuario así como 142 habitaciones para empleados de las mismas.
Asimismo existía en Palacio una Real Oficina de Farmacia.

## La Real Casa en 1930
Según la Guía oficial de España de 1930, antes de la proclamación de la Segunda República Española, el 14 de abril de 1931, los principales cargos palatinos estaban siendo ocupados por las siguientes personas:
Mayordomo mayor del rey y sumiller de corps: Luis María de Silva y Carvajal, duque de Miranda
Caballerizo y montero mayor del rey: Baltasar de Losada y Torres, conde de Maceda
Comandante general de Alabarderos: teniente general Pío López Pozas
Mayordomo y caballerizo mayor de la reina: Lorenzo Piñeiro y Fernández de Villavicencio, marqués de Bendaña
Intendente general de la Real Casa: Miguel González de Castejón y Elío, conde de Aybar
Camarera mayor de Palacio: María Luisa de Carvajal y Dávalos, duquesa de San Carlos
Mayordomo y caballerizo mayor del príncipe de Asturias: Ignacio Fernández de Henestrosa y Gayoso de los Cobos, marqués de Camarasa
Existían, además, en ese año 1931 las siguientes Casas particulares:
- La Casa del infante Alfonso de Borbón-Dos Sicilias y Borbón con un ayudante a las órdenes.

- La Casa de la infanta Isabel de Borbón y Borbón con dos Damas y un secretario-tesorero.

- La Casa del infante Fernando de Baviera y de su esposa, María Luisa, duquesa de Talavera de la Reina con un ayudante de campo y un ayudante a las órdenes.

- La Casa de los infantes Alfonso de Orleans y Borbón y Beatriz de Sajonia-Coburgo-Gotha con un ayudante a las órdenes y una dama de la Infanta.

- La Casa de los infantes Carlos de Borbón-Dos Sicilias y Luisa de Orleans con tres damas y dos ayudantes de campo.

También durante el reinado de Alfonso XIII existió, hasta su fallecimiento en 1929, una Casa particular de la reina madre María Cristina de Habsburgo-Lorena que dirigían la camarera mayor de la reina madre y el caballerizo mayor de la reina madre.
No se constituyó, sin embargo, hasta bien entrado el año 1930 una Casa particular para el príncipe de Asturias Alfonso de Borbón y Battenberg a pesar de contar este con 22 años en el momento de su institución.[cita requerida]